# Kleine trilspin
De kleine trilspin (Psilochorus simoni) is een spinnensoort uit de familie trilspinnen (Pholcidae). De soort komt oorspronkelijk voor in de Verenigde Staten en Europa. Op andere plaatsen is de soort later geïntroduceerd.

## Synoniemen
- Physocyclus simoni - Berland, 1911